# جو یون می (بازیکن فوتبال، زاده ۱۹۸۹)
جو یون می (انگلیسی: Jo Yun-mi؛ زادهٔ ۲۲ مهٔ ۱۹۸۹) بازیکن فوتبال اهل کره شمالی است.